# Каратоганбай
Каратога́нбай (каз. Қаратоғанбай) — гірський масив у складі Казахського дрібносопковика, в його південній частині на території Карагандинської області.
Розташований з лівого боку долини річки Шерубайнура, між її лівими притоками Сорша на півночі та Шийозек на півдні. По південному схилу, в долині річки Шийозек проходить автомобільна дорога Аксу-Аюли — Актогай.
Гори мають стрімкий характер, максимальна висота — 1090 м у східній частині. На сході переходить у плато, на заході стрімко обриваються до долини Шерубайнури.
В горах присутні джерела прісної води. На півночі знаходиться зимівник Шамшек, що використовується кочівниками. Тут же збудована водокачка.